# 西宮市立学文中学校
西宮市立学文中学校（にしのみやしりつ がくぶんちゅうがっこう）は、兵庫県西宮市学文殿町1丁目に所在する公立中学校。

## 沿革
- 1955年（昭和30年）4月1日 - 西宮市立鳴尾中学校から分離して開校。

## 部活動

### 運動部
- 野球部
- 陸上競技部
- サッカー部
- バレーボール部
- バスケットボール部
- ソフトテニス部
- 卓球部
- 剣道部
- 水泳部

### 文化部
- ジャズバンド部
- 美術部
- 和太鼓部
- 創作活動部

## 通学区域
- 甲子園一番町～甲子園五番町、若草町1・2丁目、学文殿町1・2丁目、花園町、小曽根町1～4丁目、小松東町1～3丁目、小松北町1・2丁目、小松西町1・2丁目、小松町1・2丁目、小松南町1～3丁目[1]

※西宮市立小松小学校の通学区域の全域及び西宮市立鳴尾北小学校の通学区域の一部。

## 著名な出身者
- 深見東州（新宗教ワールドメイト代表）
- 明石昌夫（編曲家）
- 近藤誠一（最高位戦日本プロ麻雀協会所属・元Mリーガー）
- 小林麻耶（フリーアナウンサー）- 中学2年まで在籍[2][3]
- 岸敬祐（元プロ野球選手）
- 永井義文（フットサル元日本代表）
- 佐野菜見（漫画家・坂本ですが?作者）
- 花岡麻里名（舞台女優・ミス日本「海の日」）
- 永井龍（Jリーガー・世代別元日本代表）
- Yu-ki（アーティスト・メロフロート）
- あいみょん（シンガーソングライター）

## 制服
令和4年に新制服が新たに導入される
- 制服イメージ写真
- 男子
  - 冬服-学生服上下、カッターシャツ、セーター
  - 中間服-カッターシャツ、スラックス、セーター
  - 夏服-カッターシャツまたはポロシャツ、スラックス
- 女子
  - 冬服-セーラー服上下、カーディガン
  - 中間服-ブラウス、吊りスカート、カーディガン、ベスト
  - 夏服-ブラウスまたはポロシャツ、吊りスカート、ベスト

## 通学区域が隣接している学校
- 西宮市立上甲子園中学校
- 西宮市立鳴尾中学校
- 尼崎市立大庄中学校